# Zuid Nieuw-Guinea

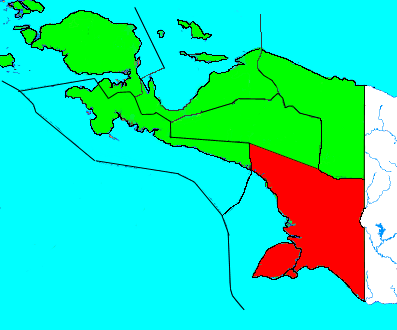
De ligging van Zuid Nieuw Guinea

De Afdeling Zuid Nieuw-Guinea was een van de zes afdelingen waarin Nederlands-Nieuw-Guinea was verdeeld. De Afdeling Zuid Nieuw-Guinea lag, zoals de naam als suggereert, in het zuidoosten van de kolonie. De hoofdplaats en zetel van de resident was Merauke. De afdeling telde zo'n 78.000 inwoners (schatting 1955), waarvan er 3300 in de hoofdplaats woonden. De afdeling werd opgericht in 1902, bij de stichting van Merauke. Daarvoor behoorde het net als de rest van Nederlands-Nieuw-Guinea tot de residentie van Ternate.
De Afdeling Zuid Nieuw-Guinea was bestuurlijk verdeeld in vijf onderafdelingen:
- Merauke (hoofdplaats: Merauke)
- Mappi (hoofdplaats: Kepi)
- Boven Digoel (hoofdplaats: Tanah Merah)
- Asmat (hoofdplaats: Agats)
- Moejoe (hoofdplaats: Mindiptana)

Hollandia · Geelvinkbaai · Centraal Nieuw-Guinea · West Nieuw-Guinea · Fak-Fak · Zuid Nieuw-Guinea